# وولنو
وولنو (به بلغاری: Volno) یک منطقهٔ مسکونی در بلغارستان است که در شهرستان پتریچ واقع شده‌است.